# Markaryds landskommun
Markaryds landskommun var en tidigare kommun i Kronobergs län.

## Administrativ historik
När 1862 års kommunalförordningar trädde i kraft den 1 januari 1863 inrättades i Sverige cirka 2 400 landskommuner samt 89 städer och ett mindre antal köpingar. Då inrättades i Markaryds socken i Sunnerbo härad i Småland denna kommun. År 1916 bröts ett område ut för att bilda Markaryds köping.
Återföreningen mellan dessa enheter genomfördes inte i samband med den riksomfattande kommunreformen 1952, utan fick anstå till 1960 då landskommunen gick upp i köpingen. Slutligen bildades så nuvarande Markaryds kommun år 1971 genom sammanläggning av  Markaryds köping och Traryds köping.
Kommunkoden 1952–59 var 0734.

### Kyrklig tillhörighet
I kyrkligt hänseende tillhörde kommunen Markaryds församling.

## Geografi
Markaryds landskommun omfattade den 1 januari 1952 en areal av 180,02 km², varav 171,00 km² land.

## Politik

### Mandatfördelning i valen 1938–1958
| 1 | 10 | 8 | 1 | 1 |

| 21 |

| 1 | 10 | 3 | 7 |

| 21 |

| 2 | 10 | 8 | 1 |

| 19 |

| 11 | 8 | 1 | 1 |

| 20 |

| 1 | 10 | 5 | 3 | 2 |

| 19 |

| 1 | 9 | 7 | 1 | 3 |

| 18 | 3 |